# Luxemburg vasútállomásainak listája

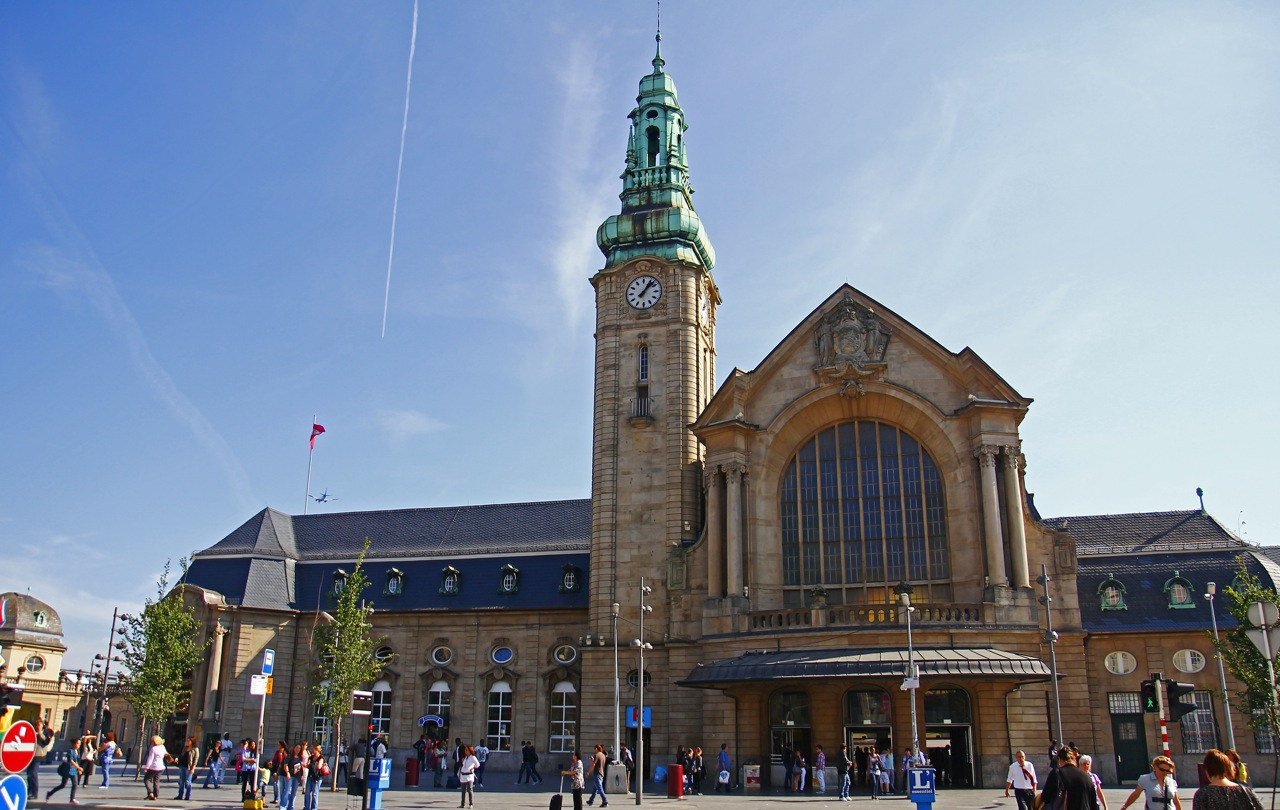
Luxemburg vasútállomása

Ez a lista Luxemburg vasútállomásait sorolja fel ábécé sorrendben.
| Név                                   | Vasútvonal | Közigazgatási egység     | Kép |
| ------------------------------------- | --- | ------------------------ | --- |
| Bascharage-Sanem vasútállomás         | 70-es vasútvonal | Bascharage               |     |
| Bellain railway station               | 42-es vasútvonal | Troisvierges             |     |
| Belval-Lycée train station            | Esch–Athus-vasútvonal | Sanem                    |     |
| Belval-Rédange vasútállomás           | 60-as vasútvonal | Sanem                    |     |
| Belval-Université vasútállomás        | Esch–Athus-vasútvonal | Esch-sur-Alzette         |     |
| Belvaux-Soleuvre vasútállomás         | Esch–Athus-vasútvonal | Sanem                    |     |
| Berchem vasútállomás                  | 60-as vasútvonal | Roeser Berchem           |     |
| Bertrange-Strassen vasútállomás       | CFL 50-es vonal | Bartringen               |     |
| Bettembourg vasútállomás              | 60-as vasútvonal Bettembourg–Volmerange-les-Mines-vasútvonal Beetebuerg-Esch-Uelzecht-vasútvonal | Bettembourg              |     |
| Betzdorf vasútállomás                 | Luxemburg–Wasserbillig-vasútvonal | Betzdorf                 |     |
| Bissen vasútállomás                   | Petingen–Ettelbrück-vasútvonal |                          |     |
| Bollendorf-Pont train station         | Ettelbrück–Grevenmacher-vasútvonal | Berdorf                  |     |
| Born train station                    | Ettelbrück–Grevenmacher-vasútvonal | Rosport-Mompach          |     |
| Capellen vasútállomás                 | CFL 50-es vonal | Mamer                    |     |
| Cents-Hamm vasútállomás               | Luxemburg–Wasserbillig-vasútvonal | Luxembourg               |     |
| Clemency railway station              | Petingen–Ettelbrück-vasútvonal | Clemency                 |     |
| Clervaux vasútállomás                 | CFL 10-es vonal | Clervaux                 |     |
| Colmar-Berg vasútállomás              | CFL 10-es vonal | Colmar-Berg              |     |
| Colmar-Usines train station           | Petingen–Ettelbrück-vasútvonal | Colmar-Berg              |     |
| Cruchten vasútállomás                 | CFL 10-es vonal | Nommern Cruchten         |     |
| Diekirch vasútállomás                 | Ettelbrück–Grevenmacher-vasútvonal | Diekirch                 |     |
| Differdange vasútállomás              | Esch–Athus-vasútvonal | Differdange              |     |
| Dippach-Reckange vasútállomás         | 70-es vasútvonal | Dippach                  |     |
| Dommeldange vasútállomás              | CFL 10-es vonal | Luxembourg               |     |
| Drauffelt vasútállomás                | CFL 10-es vonal | Clervaux Drauffelt       |     |
| Dudelange-Burange vasútállomás        | Bettembourg–Volmerange-les-Mines-vasútvonal | Düdelingen               |     |
| Dudelange-Centre vasútállomás         | Bettembourg–Volmerange-les-Mines-vasútvonal | Düdelingen               |     |
| Dudelange-Usines vasútállomás         | Bettembourg–Volmerange-les-Mines-vasútvonal | Düdelingen               |     |
| Dudelange-Ville vasútállomás          | Bettembourg–Volmerange-les-Mines-vasútvonal | Düdelingen               |     |
| Echternach train station              | Ettelbrück–Grevenmacher-vasútvonal | Echternach               |     |
| Esch-sur-Alzette vasútállomás         | Beetebuerg-Esch-Uelzecht-vasútvonal d'Esch-sur-Alzette–Audun-le-Tiche-vasútvonal Esch–Athus-vasútvonal | Esch-sur-Alzette         |     |
| Ettelbruck vasútállomás               | CFL 10-es vonal Ettelbrück–Grevenmacher-vasútvonal | Ettelbruck               |     |
| Fentange railway station              | 60-as vasútvonal | Hesperange Fentange      |     |
| Goebelsmuhle vasútállomás             | CFL 10-es vonal | Bourscheid               |     |
| Grundhof train station                | Ettelbrück–Grevenmacher-vasútvonal Ligne Grundhof-Beaufort | Grundhof                 |     |
| Hagen train station                   | Petingen–Ettelbrück-vasútvonal | Hagen                    |     |
| Haut-Martelange train station         | |                          |     |
| Heisdorf vasútállomás                 | CFL 10-es vonal | Steinsel Heisdorf        |     |
| inkel train station                   | Ettelbrück–Grevenmacher-vasútvonal | Rosport-Mompach          |     |
| Hollerich vasútállomás                | 70-es vasútvonal | Luxembourg               |     |
| Howald railway station                | 60-as vasútvonal | Howald                   |     |
| Kautenbach vasútállomás               | CFL 10-es vonal | Kiischpelt Kautenbach    |     |
| Kayl vasútállomás                     | 6c-vasútvonal | Kayl                     |     |
| Kleinbettingen vasútállomás           | CFL 50-es vonal | Steinfort Kleinbettingen |     |
| Lamadelaine vasútállomás              | 70-es vasútvonal | Pétange Lamadelaine      |     |
| Leudelange vasútállomás               | 70-es vasútvonal | Leudelange               |     |
| Lintgen vasútállomás                  | CFL 10-es vonal | Lintgen                  |     |
| Lorentzweiler vasútállomás            | CFL 10-es vonal | Lorentzweiler            |     |
| Luxemburg vasútállomás                | CFL 10-es vonal CFL 50-es vonal Metz-Ville-Zoufftgen-vasútvonal Namur–Luxemburg-vasútvonal Luxemburg–Wasserbillig-vasútvonal 70-es vasútvonal Luxemburg–Echternach-vasútvonal Luxemburg–Remich-vasútvonal | Luxembourg               |     |
| Mairie de Mertert                     | | Mertert Wasserbillig     |     |
| Mamer Lycée vasútállomás              | CFL 50-es vonal | Mamer                    |     |
| Mamer vasútállomás                    | CFL 50-es vonal | Mamer                    |     |
| Manternach vasútállomás               | Luxemburg–Wasserbillig-vasútvonal | Manternach               |     |
| Martelange train station              | |                          |     |
| Merkholtz vasútállomás                | Kautebaach-Wolz-vasútvonal | Kiischpelt Merkholtz     |     |
| Mersch vasútállomás                   | CFL 10-es vonal | Mersch                   |     |
| Mertert vasútállomás                  | Luxemburg–Wasserbillig-vasútvonal | Mertert                  |     |
| Michelau vasútállomás                 | CFL 10-es vonal | Bourscheid Michelau      |     |
| Moestroff train station               | Ettelbrück–Grevenmacher-vasútvonal | Bettendorf               |     |
| Munsbach vasútállomás                 | Luxemburg–Wasserbillig-vasútvonal | Schüttringen             |     |
| Niederkorn vasútállomás               | 60-as vasútvonal | Differdange              |     |
| Niederpallen train station            | Ligne Noerdange-Rombach |                          |     |
| Noerdange train station               | | Noerdange                |     |
| Noertzange vasútállomás               | Beetebuerg-Esch-Uelzecht-vasútvonal 6c-vasútvonal | Bettembourg Noertzange   |     |
| Oberkorn vasútállomás                 | 60-as vasútvonal | Differdange              |     |
| Oetrange vasútállomás                 | Luxemburg–Wasserbillig-vasútvonal | Contern Oetrange         |     |
| Paradiso vasútállomás                 | Kautebaach-Wolz-vasútvonal | Wiltz                    |     |
| Pfaffenthal-Kirchberg railway station | CFL 10-es vonal | Luxembourg               |     |
| Pétange vasútállomás                  | Esch–Athus-vasútvonal 70-es vasútvonal | Pétange                  |     |
| Reisdorf train station                | Ettelbrück–Grevenmacher-vasútvonal | Reisdorf                 |     |
| Rodange vasútállomás                  | 70-es vasútvonal | Pétange Rodange          |     |
| Roodt vasútállomás                    | Luxemburg–Wasserbillig-vasútvonal | Betzdorf Roodt-sur-Syre  |     |
| Rosport train station                 | Ettelbrück–Grevenmacher-vasútvonal | Rosport-Mompach          |     |
| Rumelange - Ottange train station     | 6c-vasútvonal |                          |     |
| Rumelange vasútállomás                | 60-as vasútvonal | Rumelange                |     |
| Sandweiler-Contern vasútállomás       | Luxemburg–Wasserbillig-vasútvonal | Sandweiler               |     |
| Schieren vasútállomás                 | CFL 10-es vonal | Schieren                 |     |
| Schifflange vasútállomás              | Beetebuerg-Esch-Uelzecht-vasútvonal | Schifflange              |     |
| Schimpach-Wampach railway station     | Kautebaach-Wolz-vasútvonal | Wincrange                |     |
| Schleif railway station               | Kautebaach-Wolz-vasútvonal | Winseler                 |     |
| Schouweiler vasútállomás              | 70-es vasútvonal | Dippach Schouweiler      |     |
| Steinheim train station               | Ettelbrück–Grevenmacher-vasútvonal | Rosport-Mompach          |     |
| Troisvierges vasútállomás             | CFL 10-es vonal 42-es vasútvonal | Troisvierges             |     |
| Tétange vasútállomás                  | 60-as vasútvonal | Tétange                  |     |
| Walferdange vasútállomás              | CFL 10-es vonal | Walferdange              |     |
| Wallendorf-Pont train station         | Ettelbrück–Grevenmacher-vasútvonal | Wallendorf-Pont          |     |
| Wasserbillig vasútállomás             | Luxemburg–Wasserbillig-vasútvonal | Mertert Wasserbillig     |     |
| Wecker vasútállomás                   | Luxemburg–Wasserbillig-vasútvonal | Biwer Wecker             |     |
| Wiltz vasútállomás                    | Kautebaach-Wolz-vasútvonal | Wiltz                    |     |
| Wilwerdange train station             | Vennbahn | Wilwerdange              |     |
| Wilwerwiltz vasútállomás              | CFL 10-es vonal | Kiischpelt Wilwerwiltz   |     |
| Winseler train station                | Kautebaach-Wolz-vasútvonal |                          |     |
| gare d'Eischen                        | Petingen–Ettelbrück-vasútvonal | Eischen                  |     |
| gare d'Useldange                      | Petingen–Ettelbrück-vasútvonal |                          |     |
| gare de Beaufort                      | | Beaufort                 |     |
| gare de Bettendorf                    | Ettelbrück–Grevenmacher-vasútvonal | Bettendorf               |     |
| gare de Boevange                      | Petingen–Ettelbrück-vasútvonal | Boevange-sur-Attert      |     |
| gare de Cessange                      | | Luxembourg               |     |
| gare de Gilsdorf                      | Ettelbrück–Grevenmacher-vasútvonal | Bettendorf               |     |
| gare de Grevenmacher                  | Ettelbrück–Grevenmacher-vasútvonal |                          |     |
| gare de Hautcharage                   | Petingen–Ettelbrück-vasútvonal | Hautcharage              |     |
| gare de Hovelange                     | Petingen–Ettelbrück-vasútvonal | Hovelange                |     |
| gare de Kahler                        | Petingen–Ettelbrück-vasútvonal | Kahler                   |     |
| gare de Moersdorf                     | Ettelbrück–Grevenmacher-vasútvonal | Moersdorf                |     |
| gare de Reichlange-Everlange          | Petingen–Ettelbrück-vasútvonal | Rippweiler               |     |
| gare de Steinfort                     | Petingen–Ettelbrück-vasútvonal |                          |     |
| gare de Weilerbach                    | Ettelbrück–Grevenmacher-vasútvonal | Berdorf                  |     |